# Бумажная мельница на Пахре
Бумажная мельница на реке Пахре — фабрика, которая была построена в 1655 году в селе Зелёная Слобода Бронницкой волости, в 32 километрах от Москвы. Создавалась для обеспечения бумагой Московского печатного двора. Ее основателем называют патриарха Никона. После реформ, которые были им проведены, появилась необходимость в производстве большого количества бумаги для исправления религиозных книг.

## История
В 1655 году под патронажем правительства на реке Пахре, в 32 километрах от Москвы, была создана бумажная мельница. Она была построена с целью обеспечения бумагой Московского печатного двора. Строительство началось весной 1655 года, проведением работ вначале руководил Василий Васильевич Бурцев, затем Лукьян Григорьевич Шпилькин. Строительные материалы и лес доставлялись из Москвы.
Сохранились записи о главном бумажном мастере Иване Самойлове, хлебном мельнике Матвее Христофорове, черпальщике Кондрате Маркове, подчерпальщике Иване Яковлеве, бумажных мастерах Иване Маковецком и Якове Вертанском. После начала строительства в связи с половодьем возникли проблемы: вода унесла сарай, в котором хранилось оборудование, необходимое для работы мельницы. В августе мельницу начали ремонтировать, работы были завершены 3 сентября 1655 года. В ночь на 31 марта 1656 года плотина у мельницы опять была размыта и восстановительные работы длились до осени. В сентябре 1656 года выпуск бумаги был восстановлен. Затраты на эту мельницу составили 400 рублей, деньги были взяты из приказа Печатного двора. Сырье для работы мельницы закупали в Москве, сохранились сведения о покупке бумажных обрезков у переплетчика Матвея Корнилова. В работе использовали технологию, аналогичную европейской. Сохранились записи, которые описывают производство: «бумажное колесо» двигалось при помощи силы воды, оно приводило в движение вал с пестами, которые растирали в ступе бумажную массу. Доктор технических наук, профессор Зоя Васильевна Участкина отмечала, что именно на бумажной мельнице на реке Пахре впервые была применена толчея с пестами, которые были окованы железом, а не усажены гвоздями. В Европе эта технология стала использоваться только в 1746 году. Когда бумажная масса была размолота, ее помещали в особый чан и размещали в опарне — специальном помещении. Там происходила окончательная выделка бумаги. Иван Самойлов отвез первую партию бумаги — 75 стоп — на Московский печатный двор 5 декабря 1656 года. Бумага была низкого качества. Для производства бумаги более высокого качества были закуплены химикаты, но мельница, разрушенная половодьем в 1657 году, не была восстановлена.
Спустя 5 лет голландец Иоган ван Сведен (по другим данным — ван Шведен) (нид. Johan van der Sweden) арендовал и восстановил эту мельницу. О нем сохранилась информация как о голландце, который издавна проживал в Москве. Есть предположения, что в 1650-х годах он женился на Марии Рутс.
Иоган ван Сведен пригласил из Германии двух мастеров: Ягана Отендоля и Берента Отендоля, в 1666 году нанял в немецком городе Эссене строителя мельниц и мастера-бумагодела, а в Амстердаме он заключил контракт с пятью ремесленниками. В 1667 году он получил для своих мастеров 145 десятин пашни и сенокосов по реке Пахре при условии выплаты оброка бумагой и стеклом после того, как будет налажено производство.
После его смерти в 1669 году владелицей мельницы стала его жена Мария. Отцом Марии был предприниматель Давид Рутс, который с 1620-х годов вел свои дела в России. У него было шестеро детей. Сыновья: Николаус Рутс (в 1690 году был управляющим двух Тульских заводов Марселиса), Исаак, Георг, Давид Рутс-младший, и дочери Мария и Сюзанна Катарина, которая в 1653 году вышла замуж за Хендрика Свелленгребела.
В 1670-х годах продукция, изготавливаемая на мельнице, поставлялась на Печатный двор. Здесь занимались также выпуском оберточной бумаги. В 1673 году дела вдовы Иогана ван Сведена пришли в упадок. К маю того же года Яган Отендоль и Берент Отендоль прекратили работу на мельнице ван Сведена и уехали в Москву. Иоганн Филипп Кильбургер упоминал про Марию ван Сведен и ее ведение дел: когда стоимость бумаги повышалась, бумага, производимая на бумажной мельнице на Пахре продавалась по 1 рублю стопа. Сохранились упоминания о работе бумажной мельницы по состоянию на 1692 год, ее владелицей все также была Мария фон Сведен. Образцы бумаги, производимые на этом предприятии, не сохранились.
Известно о существовании одной дочери Иогана ван Сведена и Марии Рутс — Марии Ивановны, ставшей женой Хермана Лёфкена.